# Jamuna (Ilam)
Jamuna (nep. जमुना) – gaun wikas samiti we wschodniej części Nepalu w strefie Meći w dystrykcie Ilam. Według nepalskiego spisu powszechnego z 2001 roku liczył on 684 gospodarstw domowych i 3632 mieszkańców (1806 kobiet i 1826 mężczyzn).